# كفى الزعبي
كفى الزعبي هي كاتبة أردنية. تم إدراج روايتها Cold White Sun في القائمة المختصرة للجائزة العالمية للرواية العربية في عام 2019م.

## السيرة الذاتية
ولدت كَفى فلاح عيسى عبد العال الزعبي سنة 1965 في الرمثا، أنهت الثانوية العامة في مدرسة الرمثا الثانوية للبنات سنة 1984، ثم حصلت على شهادة البكالوريوس في الهندسة المدنية من جامعة سانت بطرسبرغ الحكومية للهندسة المدنية في الاتحاد السوفيتي (قبل حلّه) سنة 1992.
تكتب كفى الزعبي للصحافة الأردنية والعربية وهي عضوة في رابطة الكتاب الأردنيين وتقيم في عمان، الأردن.
أصدرت خمس روايات، منها روايتها الثانية «ليلى والثلج ولودميلا» (2007) التي تناولت مرحلة انهيار الاتحاد السوفيني وسؤال الأنا العربي والآخر الروسي، والتي ترجمت إلى الروسية وصدرت في موسكو عام 2010. كما صدرت روايتها الثالثة، «عد إلى البيت يا خليل» باللغة الروسية فقط عام 2009. «شمس بيضاء باردة» هي روايتها الخامسة.ref name="JordanCulture"/>

## أعمالها الأدبية
- «سقف من طين»، رواية، اتحاد الكتّاب العرب في سورية، دمشق، 2000.
- «ليلى والثلج ولودميلا»، المؤسسة العربية للدراسات والنشر، بيروت، 2007 (صدرت باللغة الروسية عن دار آدمارغينون، موسكو، 2010).
- «عُد إلى البيت يا خليل»، رواية (باللغة الروسية)، دار بيبلوس كونسالتينغ، موسكو، 2009.